# Batu Rajut
Die Baju Rajut ist eine Keule aus Indonesien.

## Beschreibung
Die Baju Rajut besteht aus einem geflochtenen Netz aus Pflanzenfasern. In dem Netz ist eine Metallkugel eingenäht. Das Netz ist an einem Seil befestigt. Das Seil wird oft mit Federn dekoriert. Das Netz mit der Kugel wird in Drehung versetzt und zum Zuschlagen benutzt. Der Gebrauch und die Wirkung ähnelt der einer Keule. Das Aussehen erinnert an die südamerikanischen Bola. Die Baju Rajut wird von Ethnien in Indonesien benutzt.